# Foro de São Paulo
O Foro de São Paulo (FSP) é uma organização que reúne partidos políticos e organizações de esquerda, criada em 1990, a partir de um seminário internacional promovido pelo Partido dos Trabalhadores (PT), do Brasil, que convidou outros partidos e organizações da América Latina e do Caribe para promover alternativas às políticas dominantes na região durante a década de 1990, chamadas de "neoliberais", e para promover a integração latino-americana no âmbito econômico, político e cultural a partir da estratégia democrática. 
Segundo a organização, atualmente mais de 100 partidos e organizações políticas de diversos países participam dos encontros. As posições políticas variam dentro de um largo espectro, que inclui partidos, organizações comunitárias, sindicatos, movimentos sociais, esquerda cristã, grupos étnicos e ambientalistas.

## História
O primeiro encontro foi numa reunião ocorrida de 1º a 4 de julho de 1990, no extinto Hotel Danúbio, na cidade de São Paulo, Brasil, e conseguiu reunir 48 partidos e organizações de 14 países latino-americanos e caribenhos, atendendo ao convite do Partido dos Trabalhadores (PT). Essas organizações reuniram-se visando debater a nova conjuntura internacional pós-queda do Muro de Berlim, em 1989, e elaborar estratégias para fazer face ao embargo dos Estados Unidos a Cuba. O encontro chamou-se "Encontro de Partidos e Organizações de Esquerda da América Latina e do Caribe".
No encontro seguinte, realizado na Cidade do México, em 1991, com a participação de 68 organizações e partidos políticos de 22 países, examinou-se a situação e a perspectiva da América Latina e do Caribe frente à reestruturação hegemônica internacional. Na ocasião, consagrou-se o nome "Foro de São Paulo". Dois anos depois, em Havana (Cuba), contava com a participação de 30 países e um aumento no número de participantes.
Se a primeira reunião do Foro foi realizada em São Paulo em 1990, desde então ele tem acontecido, a cada um ou dois anos, em diferentes países da América Latina. Até julho de 2017, foram 23 encontros no total. México (1991), Manágua, Nicarágua (1992); Havana, Cuba (1993); Montevidéu, Uruguai (1995); San Salvador, El Salvador (1996); Porto Alegre, Brasil (1997); Cidade do México, México (1998); Niquinohomo, Nicarágua (2000); Havana (2001), Antígua, Antígua e Barbuda (2002); Quito, Equador (2003); São Paulo (2005); San Salvador (2007); Montevidéu (2008); Cidade do México (2009), Buenos Aires, Argentina (2010); Manágua (2011); Caracas, Venezuela (2012); São Paulo (2013), La Paz, Bolívia (2014), Cidade do México (2015), San Salvador (2016), Nicarágua (2017), Havana, Cuba (2018) e Caracas, Venezuela (2019)
O Grupo de Puebla, criado no México em 12 de Julho de 2019, é um grupo que utiliza a experiência do Foro de São Paulo para criar uma estratégia internacional semelhante, ancorada no progressismo.

### Posicionamentos

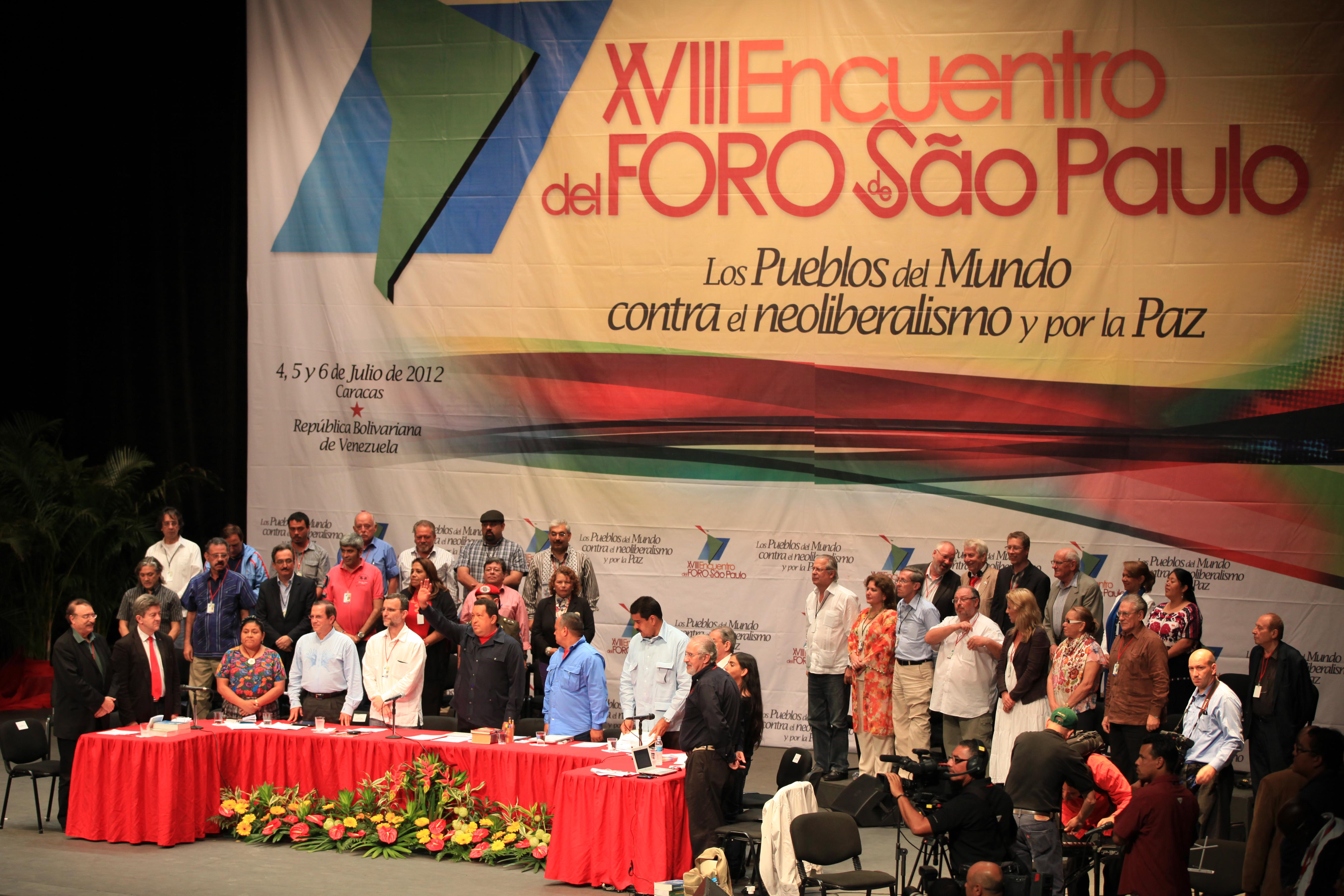
18º encontro do Foro de São Paulo, em Caracas, Venezuela.

Os objetivos iniciais do Foro de São Paulo estão expressos na "Declaração de São Paulo", documento que foi aprovado no final do primeiro encontro, na cidade de São Paulo, em 1990. O texto deste documento ressalta que o objetivo do foro é aprofundar o debate e procurar avançar com propostas de unidade de ação consensuais na luta anti-imperialista e popular, promover intercâmbios especializados em torno dos problemas econômicos, políticos, sociais e culturais que a esquerda continental enfrenta após a queda do muro de Berlim. O documento afirmou que o encontro foi inédito por sua amplitude política e pela participação das mais diversas correntes ideológicas da esquerda.
Por fim, a Declaração diz encontrar "a verdadeira face do Império" nas renovadas agressões a Cuba e também à Revolução Sandinista na Nicarágua, no aberto intervencionismo e apoio ao militarismo em El Salvador, na invasão e ocupação militar norte-americana do Panamá, nos projetos e passos dados no sentido de militarizar zonas andinas da América do Sul sob o pretexto de lutar contra o “narcoterrorismo”. Assim, eles reafirmam sua solidariedade em relação à revolução cubana e à Revolução Sandinista, e também seu apoio em relação às tentativas de desmilitarização e de solução política da guerra civil de El Salvador, além de se solidarizarem com o povo panamenho e com os povos andinos que "enfrentam a pressão militarista do imperialismo".
Um dos temas centrais previstos para o encontro do Foro de São Paulo em Montevidéu (dias 22 a 25 de maio de 2008) foi a reivindicação de renegociação do tratado de criação da Usina Hidrelétrica de Itaipu Binacional. O presidente do Paraguai, Fernando Lugo de esquerda, é membro do Foro de São Paulo e deseja aumentar a receita paraguaia proveniente da Usina de Itaipu, fixada no tratado de constituição da hidroeléctrica, de 1973.
Em Janeiro de 2010, o Partido da Esquerda Europeia - uma coalizão ampla de partidos de esquerda na Comunidade Económica Europeia - expressou na abertura de seu terceiro congresso seu interesse em estreitar os laços com o Foro de São Paulo.
Em resposta aos protestos em Cuba em 2021, iniciados em 11 de Julho, partidos integrantes do FSP declararam apoio ao povo cubano e sua revolução.
O Foro foi alvo de teorias da conspiração por mais de um político brasileiro. Em 2018, candidatos como Cabo Daciolo, então no Patriota, afirmou que a organização tinha a intenção de criar a "União da República Socialista Latino-Americana" (URSAL). No mesmo ano, o programa de governo do então candidato Jair Bolsonaro menciona o Foro como responsável, entre outras coisas, por disseminar drogas no Brasil.

## Organização
O Foro funcionou sem um grupo executivo apenas na sua primeira edição. No segundo encontro, realizado na Cidade do México, em 1991, foi criado o chamado "Grupo de Trabalho", encarregado de "consultar e promover estudos e ações unitárias em torno dos acordos do Foro". Já na reunião realizada em Montevidéu (1995), foi criado o Secretariado Permanente do FSP.
Essas instâncias têm sua composição decidida a cada encontro e já foram integradas por organizações como: Partido dos Trabalhadores (Brasil); Izquierda Unida (Peru); Partido Comunista de Cuba; Partido da Revolução Democrática (México); Movimiento Bolivia Libre (Bolívia), entre diversos outros.
As Forças Armadas Revolucionárias da Colômbia (FARC) foram excluídas do Foro a partir de 2002, após abandonarem as negociações para um acordo de paz na Colômbia e enveredarem pelo caminho dos sequestros, como da senadora Ingrid Betancourt, e do narcotráfico para financiar sua causa. O grupo tentou participar de duas reuniões subsequentes (em 2004 e 2008), porém não obteve sucesso. No ano de 2008 sua presença foi barrada pelo PT, que ocupava a secretaria-executiva da entidade.

### Organizações membros
Lista de alguns partidos membros do Foro de São Paulo, ordenados por país e com respectiva posição ao governo vigente:
| País                 | Organização membro | Relação com o governo |
| -------------------- | --- | --------------------- |
| Argentina            | Frente Grande | na oposição           |
| Argentina            | Frente Transversal Nacional e Popular                                                                                 | na oposição           |
| Argentina            | Movimento Evita | na oposição           |
| Argentina            | Movimento Livre do Sul                                                                                                | na oposição           |
| Argentina            | Partido Comunista da Argentina                                                                                        | na oposição           |
| Argentina            | Partido Comunista da Argentina (Congresso Extraordinário)                                                             | na oposição           |
| Argentina            | Partido Humanista | na oposição           |
| Argentina            | Partido Intransigente                                                                                                 | na oposição           |
| Argentina            | Partido Operário Revolucionário-Posadista                                                                             | na oposição           |
| Argentina            | Partido Socialista | na oposição           |
| Argentina            | Partido da Solidariedade                                                                                              | na oposição           |
| Argentina            | União de Militantes pelo Socialismo                                                                                   | na oposição           |
| Barbados             | Partido do Empoderamento do Povo                                                                                      | sem representação     |
| Bolívia              | Partido Comunista da Bolívia                                                                                          | apoia o governo       |
| Bolívia              | Movimento para o Socialismo                                                                                           | no governo            |
| Brasil               | Partido Democrático Trabalhista (PDT)                                                                                 | no governo            |
| Brasil               | Partido Comunista Brasileiro (PCB)                                                                                    | sem representação     |
| Brasil               | Partido Comunista do Brasil (PCdoB)                                                                                   | no governo            |
| Brasil               | Partido dos Trabalhadores (PT)                                                                                        | no governo            |
| Chile                | Esquerda Cidadã Movimento Amplo Social Partido Comunista do Chile Partido Humanista Chile Partido Socialista do Chile | no governo            |
| Colômbia             | Polo Democrático Alternativo Partido Comunista Colombiano Marcha Patriotica Presentes por el Socialismo Comuns        | no governo            |
| Costa Rica           | Frente Ampla | na oposição           |
| Cuba                 | Partido Comunista de Cuba                                                                                             | no governo            |
| Dominica             | Partido Trabalhista da Dominica                                                                                       | no governo            |
| República Dominicana | Partido da Libertação Dominicana                                                                                      | na oposição           |
| Equador              | Alianza País | na oposição           |
| El Salvador          | Frente Farabundo Martí de Libertação Nacional                                                                         | sem representação     |
| Guatemala            | Unidade Revolucionária Nacional Guatemalteca                                                                          | na oposição           |
| Guiana               | Aliança do Povo Trabalhador                                                                                           | na oposição           |
| Honduras             | Partido Liberdade e Refundação Partido Unificação Democrática                                                         | no governo            |
| Martinique           | Partido Comunista para a Independência e o Socialismo Conselho Nacional de Comitês Populares                          | sem representação     |
| México               | Movimento Regeneração Nacional (Morena)                                                                               | no governo            |
| México               | Partido da Revolução Democrática                                                                                      | na oposição           |
| México               | Partido do Trabalho                                                                                                   | apoia o governo       |
| Nicarágua            | Frente Sandinista de Libertação Nacional                                                                              | no governo            |
| Paraguai             | Partido Comunista Paraguaio Partido País Solidário                                                                    | na oposição           |
| Peru                 | Peru Livre | na oposição           |
| Peru                 | Partido Socialista | na oposição           |
| Peru                 | Partido Nacionalista Peruano                                                                                          | sem representação     |
| Peru                 | Partido Comunista Peruano                                                                                             | na oposição           |
| Porto Rico           | Partido Nacionalista de Porto Rico Frente Socialista Movimento Independentista Nacional Hostosiano                    | sem representação     |
| Uruguai              | Frente Ampla | no governo            |
| Venezuela            | Partido Socialista Unido da Venezuela                                                                                 | no governo            |
| Venezuela            | Pátria para Todos | apoia o governo       |
| Venezuela            | Partido Comunista da Venezuela                                                                                        | na oposição           |
| Panamá               | Partido Revolucionário Democrático                                                                                    | apoia o governo       |

### Presidentes no poder
O triunfo de Hugo Chávez em 1999 foi seguido pelo triunfo de Luiz Inácio Lula da Silva do Partido dos Trabalhadores no Brasil (2002), Tabaré Vásquez da Frente Ampla no Uruguai (2004), Martín Torrijos pelo Partido Revolucionário Democrático no Panamá (2004), Evo Morales pelo Movimento para o Socialismo na Bolívia (2005), Michelle Bachelet do Partido Socialista do Chile (2006), Rafael Correa pela Aliança PAIS no Equador (2006), Daniel Ortega pela Frente Sandinista de Libertação Nacional na Nicarágua (2006), Fernando Lugo pela Alianza Patriótica para el Cambio no Paraguai (2008), Mauricio Funes da Frente Farabundo Martí de Libertação Nacional em El Salvador (2009) e Ollanta Humala pelo Partido Nacionalista Peruano (2011).
Cuba com Raúl Castro buscou realizar reformas no regime cubano. Durante o mandato de Díaz-Canel, os desafios das reformas seguem em debate.
Manuel Zelaya foi eleito presidente pelo Partido Liberal de Honduras (não afiliado ao FSP) em 2006, mas recebeu apoio do Foro quando sofreu o golpe de Estado de 2009.

## Reuniões e organização
As reuniões foram realizadas em São Paulo (1990), Cidade do México (1991), Manágua (1992), Havana (1993), Montevidéu (1995), San Salvador (1996), Porto Alegre (1997), Cidade do México (1998), Manágua (2000), Havana (2001), Antigua Guatemala (2002), Quito (2003), São Paulo (2005), San Salvador (2007), Montevidéu (2008), Cidade do México (2009), Buenos Aires (2010), Manágua (2011), Caracas (2012), São Paulo (2013), La Paz (2014), Cidade do México (2015), San Salvador (2016), Manágua (2017), Havana (2018), Caracas (2019) e Brasília (2023).
A principal autoridade no órgão são as próprias reuniões que acontecem anualmente. Entre as reuniões, o Foro é representado por um Grupo Executivo (Grupo de Trabalho) composto por uma amostra do seu conjunto, que normalmente se reúne três vezes por ano, bem como por um grupo de assessores do Secretariado Executivo.